# Język migowy

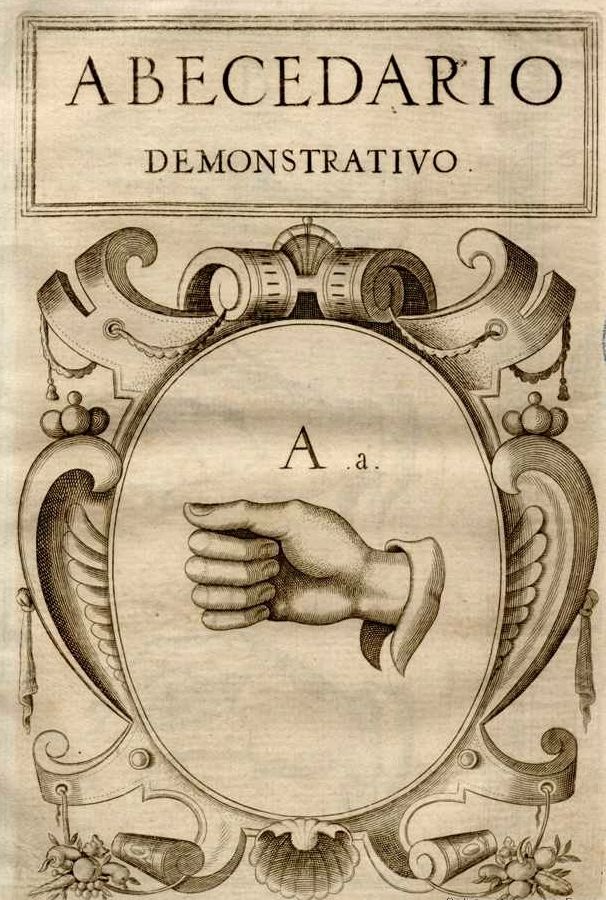
«Abecedario demonstrativo»,
Juan Pablo Bonet, 1620.

Język migowy – język naturalny służący do porozumiewania się bez używania narządu słuchu, zazwyczaj przez same osoby głuche lub osoby słyszące z osobami głuchymi.
Języki migowe są językami wizualno-przestrzennymi nabytymi drogą naturalnej akwizycji przez głuche dzieci od głuchych rodziców. Pierwszą wersją pisaną języków migowych był opracowany w roku 1825 system Bébiana. W roku 1974 opracowano najbardziej popularną formę zapisu – SignWriting.
Na całym świecie używa się około 200–300 odmiennych języków migowych i ciągle powstają nowe. Obszary używania konkretnych języków migowych nie zawsze pokrywają się z granicami państw czy zasięgiem języków mówionych. Społeczność osób głuchych na całym świecie liczy według szacunków około 70 milionów.

## Historia
Już w starożytności Platon wspomniał o możliwości wykorzystywania gestów do porozumiewania się z głuchymi. Najstarsze zachowane informacje o posługiwaniu się alfabetem palcowym pochodzą z XII wieku, gdy ślubujący milczenie cystersi opracowali do porozumiewania się system daktylograficzny.
Dopiero w XVI wieku rozpoczął się rozwój ujednoliconych form komunikacji z głuchymi. Wiązało się to z przypadłością zamożnego hiszpańskiego rodu de Velasco, w którym zaczęły rodzić się niesłyszące dzieci. Ponieważ przejęcie rodowego majątku było możliwe tylko po wyrażeniu woli, konieczna była odpowiednia edukacja dla osób pozbawionych słuchu. W roku 1562 mieszkający w Neapolu Giovanni Battista della Porta opisał alfabet palcowy w książce „De furtivis literarum notis”. Jako pierwszy alfabet migowy języka łacińskiego opisał i zilustrował Fray Melchior de Yerba („Refugium infirmorum” 1593). Pierwszym posługującym się alfabetem palcowym w nauczaniu głuchych dzieci był hiszpański benedyktyn Pedro Ponce de Leon, który wykształcił 12 dzieci. Mimo nalegań papieża i cesarza nie zostawił on podręcznika, który pozwoliłby przekazać następcom jego metody pracy. Pionierem edukacji osób niesłyszących był hiszpański duchowny Juan Pablo Bonet, który w roku 1620 w Madrycie opublikował książkę o edukacji głuchych «Abecedario demostrativo».
Zauważalny rozwój komunikacji z głuchymi nastąpił wraz z początkiem powstawania szkół dla niesłyszących w XVIII–XIX w. Pierwszą szkołą dla głuchych uczniów był paryski Institut national de jeunes sourds de Paris, który powstał z inicjatywy Charles’a-Michela de L’Épée w latach 60. XVIII w. Dzięki powstającym szkołom zaczęto wówczas tworzyć grupy osób o upośledzonym słuchu, co doprowadziło do opracowania dedykowanego głuchym, określonego i ujednoliconego systemu komunikacji, który miał trwały charakter, był wśród głuchych przekazywany z pokolenia na pokolenie i przez nich rozwijany. W Polsce pierwszą szkołą dla głuchych był powstały w roku 1817 Instytut Głuchoniemych i Ociemniałych w Warszawie. Ta data wyznacza początek kształtowania się polskiego języka migowego.
Przez ponad 100 lat, od połowy XIX do lat 80. XX wieku, w edukacji głuchych dominowała doktryna oralistyczna. Według niej głusi mieli uczyć się czytać z ust. Niesłyszącym zakazywano migania, a w szkołach zdarzały się przypadki wiązania rąk, by tej praktyce przeszkodzić. Stąd wielu głuchych uważa, że język migowy był marginalizowany przez osoby słyszące, chcące narzucić swoje poglądy na komunikację głuchych. W latach 60. XX wieku lingwista William Stokoe (który w latach 50. zainteresował się amerykańskim językiem migowym [ASL]) rozpoczął badania nad ASL. Dopiero w 1981 roku Szwecja jako pierwszy kraj na świecie nadała szwedzkiemu językowi migowemu status pierwszego języka głuchych, prawnie sankcjonując język migowy nie tylko jako środek komunikacji osób głuchych, lecz jako pełnoprawny język określonej grupy obywateli Szwecji. W 2006 roku nowozelandzki język migowy stał się językiem urzędowym w Nowej Zelandii.

## Struktura

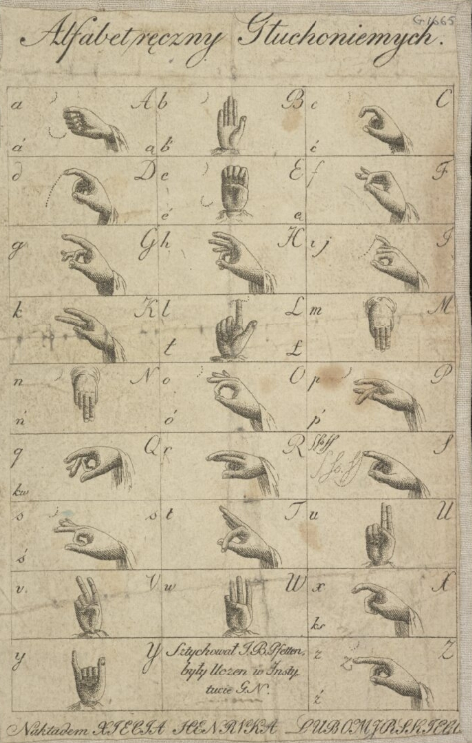
Alfabet języka migowego naszkicowany przez ucznia IGN i wydany nakładem księcia Henryka Lubomirskiego (XIX w.).

Każdy język migowy opiera się na swoim własnym słownictwie oraz systemie gramatycznym. Na zasób pojęć migowych składają się znaki ideograficzne (zwane migami), które czasem są odpowiednikiem krótkich zwrotów w języku mówionym. Liczba znaków migowych w różnych rozwiniętych językach waha się od około 5 do 15 tysięcy. Uzupełnieniem systemu znaków są tzw. znaki daktylograficzne: alfabet palcowy, znaki przyporządkowane znakom interpunkcyjnym, liczebnikom głównym i porządkowym czy ułamkom. Strukturalnie (przynajmniej na najbardziej abstrakcyjnym poziomie) języki migowe nie różnią się zasadniczo od języków fonicznych.
Podwójne rozczłonkowanie w językach migowych wygląda nieco inaczej niż w fonicznych – kwestią sporną jest istnienie w językach migowych fonemów lub morfemów. Według niektórych autorów w językach migowych następuje swoista fuzja tych dwu poziomów. Ponieważ gramatyka języków migowych nie zawiera ani akcentu, ani odmiany przez osoby i przypadki, opiera się ona w głównej mierze na kolejności wyrazów w zdaniu (podobnie jest zresztą w wielu językach ustnych).
Cechą języków migowych jest przestrzenna organizacja wypowiedzi. Na komunikat w języku migowym składają się znaki manualne, mimiczne oraz ruchy wykonywane głową czy tułowiem. Komunikację w językach migowych charakteryzuje synchroniczność przekazu – funkcjonalna rozłączność artykulatorów umożliwia zamiganie więcej niż jednego elementu równocześnie, na przykład dwa różne znaki lewą i prawą ręką oraz wyraz twarzy. Z tego względu nie da się tłumaczyć języka migowego na foniczny słowo po słowie. Na ogół takie połączenia są zgramatykalizowane – dopuszczalne są tylko pewne z góry określone zestawienia, które komunikują regularnie te same treści (np. określona mimika, towarzysząca manualnemu nadawaniu czasowników, oznacza zmianę trybu). Elementy mowy ciała stanowiące nieodłączną część języków miganych pomagają wyrażać myśli i stany emocjonalne, jak również zastępują intonację.
Elementem o niejasnym statusie w językach migowych są tak zwane alfabety migowe (znaki daktylograficzne). W pewnym sensie są one elementem obcym, „cytowanym” (jak znaki pisma chińskiego w tekście polskim), nienależącym do danego języka migowego (nie przyłączają żadnych elementów gramatycznych, są zawsze w zdaniu „wyizolowane”). Z drugiej strony nie są to znaki pozbawione treści – odsyłają one do liter danego alfabetu.

## Charakterystyka
Język migowy jest jak języki foniczne językiem naturalnym. Dlatego też podstawowym sposobem komunikacji dziecka słyszącego z jego niesłyszącymi rodzicami (CODA – ang. Child of Deaf Adult, pol. słyszące dzieci głuchych rodziców) będzie język migowy. Dzieci mające głuchych rodziców przyswoją sobie tę formę komunikacji niezależnie od tego, że same mają sprawny słuch. Niemowlęta szybciej opanowują ruchy manualne niż sprawne posługiwanie się aparatem mowy i niejednokrotnie wcześniej zaczynają migać całe słowa i zwroty niż dzieci słyszące zaczną porozumiewać się mową.
Wbrew powszechnym poglądom za pomocą języka migowego da się wypowiedzieć złożone pojęcia w każdym temacie znanym osobom słyszącym. Od tematów przyziemnych i mało konkretnych, aż po zagadnienia wysoko specjalistyczne lub o wysokim stopniu abstrakcji.

## Zapis
Na przestrzeni czasu powstało kilka systemów pisma dla języków migowych:
- SignWriting – najbardziej rozpowszechniony obecnie system, umożliwiający zapis dowolnego języka migowego[12]. Został utworzony w 1974 roku przez Valerie Sutton. Jest jedynym systemem zakodowanym (częściowo) w Unikodzie[13]. Ma naturę przestrzenną.
- Notacja Stokoe’a(inne języki) – utworzona przez Williama Stokoe’a(inne języki) w celu zapisu ASL, jednak posiada wiele wariantów umożliwiających zapisanie także innych języków migowych. Używana głównie w publikacjach naukowych na temat języków migowych.
- System Bébiana – pierwszy system zapisu języków migowych. Powstał we Francji w roku 1825[3].
- HamNoSys(inne języki) (Hamburg Notation System for Sing Languaes) – powstały w 1984 roku system zapisu utworzony przez badaczy w Hamburgu używany głównie w publikacjach naukowych (pozwala na większą dokładność zapisu niż SignWriting).
- ASL-phabet(inne języki) – prosty system zapisu utworzony dla dzieci uczących się ASL.

Powstało także kilka systemów przypisujących poszczególne aspekty ruchów ręki do liter alfabetu łacińskiego, np. SLIPA lub ASLSJ.

## Zasięg

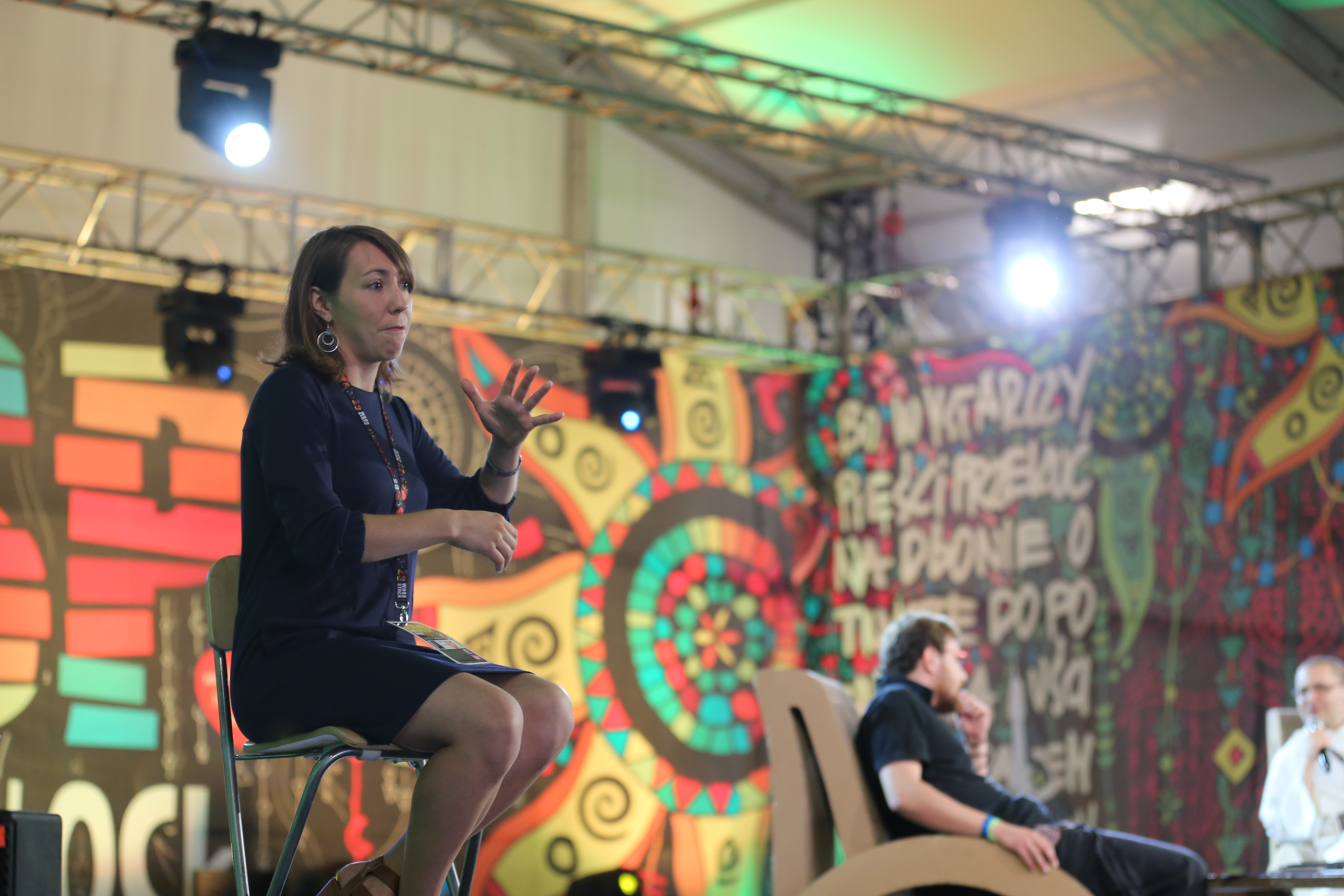
Polski język migowy na Przystanku Woodstock w 2017 r.

Wbrew popularnym poglądom nie istnieje jeden ogólnoświatowy język migowy. Funkcję międzynarodowego języka migowego pełni sztuczny język gestuno. Jest on wykorzystywany w niewielkiej skali podczas oficjalnych kontaktów międzynarodowych osób niesłyszących – na kongresach, seminariach czy podczas zawodów sportowych osób o upośledzonym słuchu. Liczbę języków migowych trudno określić, ponieważ wciąż powstają nowe, a dodatkowo w niektórych krajach każda szkoła dla głuchych posługuje się odmiennym językiem (np. w Tanzanii każda z siedmiu szkół języka migowego posługuje się odmiennym językiem migowym, które to języki na siebie wzajemnie oddziałują jedynie w niewielkim stopniu). Podobnie w Polsce istnieją lokalne odmiany polskiego języka migowego różniące się nieco znakami i sposobami ich używania – tak jak w języku polskim istnieją gwary i dialekty lokalne.
Szacunkowo na całym świecie głusi używają około 200–300 odmiennych, w pełni wykształconych języków migowych. Jednak obszary na których są stosowane nie zawsze pokrywają się z granicami państw i języków mówionych. Przykładowo brytyjski język migowy (BSL) jest zupełnie różny od amerykańskiego języka migowego (ASL), który jest z kolei używany w Stanach Zjednoczonych i Kanadzie oraz Meksyku. Istnieją również odmienne od brytyjskiego i amerykańskiego języki migowe używane w Australii (australijski) i Nowej Zelandii (nowozelandzki). Podobnie hiszpański język migowy różni się od meksykańskiego, a głuchy z Boliwii prędzej porozumie się z głuchym ze Stanów Zjednoczonych niż z głuchym pochodzącym z innych krajów hiszpańskojęzycznych Ameryki Południowej. Natomiast niektóre języki migowe, choć praktycznie stanowią jeden język, mogą funkcjonować pod więcej niż jedną nazwą (serbski i chorwacki czy indyjski i pakistański).
Również w niemieckojęzycznej Europie istnieją różne języki migowe: niemiecki, austriacki, czy szwajcarski. Jednakże w samej Szwajcarii współistnieje kilka odrębnych dialektów języka migowego.
Języki migowe, podobnie jak mówione, tworzą „rodziny języków” wzajemnie się przenikających. W ramach tych rodzin poszczególne języki migowe wykazują wzajemne podobieństwa, co ułatwia komunikowanie się użytkowników różnych języków tej samej rodziny. Przykładem jest niemiecki język migowy zbliżony do języka austriackiego.

## Zastosowanie
Własny system gestów już w XII wieku utworzyli zakonnicy, których obowiązuje klauzula milczenia (np. trapiści). System ten przejął funkcję mowy. Zdaniem badaczy system liczy ponad 1300 gestów, z których około 500 jest używanych często. Mnisi potrafią posługiwać się tym systemem równie łatwo, jak słyszący mową.
Odrębną grupę stanowią języki migowe stworzone na użytek określonych grup zawodowych. Wojskowy język migowy służy do porozumiewania się w całkowitej ciszy na szczeblu taktycznym pomiędzy poszczególnymi żołnierzami pozostającymi ze sobą w kontakcie wzrokowym. Osoby przebywające w bardzo hałaśliwym otoczeniu uniemożliwiającym lub utrudniającym komunikację fonetyczną, na przykład robotnicy budowlani, także korzystają z własnego języka migowego.
Na początku XX wieku z Wielkiej Brytanii wraz z ideą skautingu pojawił się w Polsce angielski dwuręczny alfabet migowy utworzony w XVII wieku. Był on wykorzystywany do 1949 roku przez harcerzy w grach terenowych. Pod koniec lat 40. i na początku lat 50. alfabet ten był stosowany także w Zakładach Karnych za sprawą harcerzy aresztowanych ze względów politycznych. Wówczas alfabet dwuręczny został przejęty przez część więźniów posługujących się grypserą, wśród których otrzymał on nazwę „różańca” i w dalszym ciągu jest używany. W latach 1964–1965 podjęto próbę by w harcerstwie używać polskiego alfabetu palcowego, jednak ta inicjatywa się nie przyjęła.
Wyjątkowy język wykorzystujący głównie ręce powstał wśród plemion australijskich aborygenów. Ułatwiał on porozumiewanie się za pomocą gestów dobrze widocznych na otwartej przestrzeni. Rozwojowi tej formy porozumiewania się sprzyjały względy dużej różnorodności językowej (około 300 języków) oraz częstego przemieszania się plemion, co powodowało ciągłe zmiany językowych sąsiadów. Dodatkowym czynnikiem wpływającym na rozwój języka migów jest panujący wśród niektórych plemion aborygeńskich zwyczaj zmuszający kobiety do milczenia przez długi czas po stracie męża bądź innych bliskich mężczyzn. Kobiety te nabywają wówczas takiej wprawy w gestykulowaniu, że często nie chcą z niego zrezygnować nawet wtedy, gdy nic ich już nie zmusza do milczenia.
Najlepiej poznanym i opisanym przypadkiem powszechnego posługiwania się językiem migowym przez osoby o nieupośledzonym słuchu, są Indianie zamieszkujący Wielkie Równiny Ameryki Północnej. Kilkadziesiąt plemion indiańskich wypracowało i używało specjalnego języka migowego służącego do porozumiewania się oraz przy okazji polowań mimo różnic językowych pomiędzy nimi. W roku 1885 język ten został opisany w wydanej pośmiertnie książce The Indian Sign Language napisanej przez kapitana amerykańskiej armii Williama P. Clarka (1845–1884).

## Język migowy w nauczaniu
Badania naukowe potwierdzają korzyści wynikające z obecności języka migowego w nauczaniu. Wyniki głuchych uczniów w nauce języka pisanego i matematyki są silnie skorelowane z biegłością w posługiwaniu się językiem migowym. W badaniu wzięło udział 85 amerykańskich uczniów ze szkół o profilu dwujęzycznym. Dane empiryczne dotyczące wyników ze standardowych testów egzaminacyjnych sprawdzających kompetencje w języku angielskim i matematyce wskazują, że uczniowie biegle migający wypadli w testach zdecydowanie lepiej niż ich gorzej migający rówieśnicy, choć same testy nie dotyczyły znajomości języka migowego.